# 정승현 (경기도의원)
정승현(鄭承賢, 1966년 9월 22일~)은 대한민국의 정치인으로 민선 7·8기 경기도의원이다. 민선 4·5·6기 경기도 안산시의원(2006~2018)을 지냈다.

## 학력
- 연세대학교 행정대학원 행정학 석사(지방자치·도시행정전공)

## 경력
- 국회 김영환 의원실 보좌관
- 부곡동 주민자치위원회 위원
- 2006.07~2010.06: 제5대 경기도 안산시의회 의원
- 2010.07~2014.06: 제6대 경기도 안산시의회 의원
- 2014.07~2018.05: 제7대 경기도 안산시의회 의원
  - 2016.07~2018.05: 제7대 경기도 안산시의회 후반기 부의장
- 2018.07~2022.06: 제10대 경기도의회 의원
- 2022.07~: 제11대 경기도의회 의원

## 역대 선거 결과
|  | 49.13% |

|  | 20.43% |

|  | 26.74% |

|  | 34.86% |

|  | 67.37% |

|  | 56.61% |